# Bård Jørgen Elden
Bård Jørgen Elden (ur. 17 czerwca 1968 w Namdalseid) – norweski dwuboista klasyczny, złoty medalista mistrzostw świata i trzykrotny medalista mistrzostw świata juniorów.

## Kariera
W Pucharze Świata Bård Jørgen Elden zadebiutował 14 marca 1986 roku w Oslo, zajmując 23. miejsce w zawodach metodą Gundersena. Był to jego jedyny start w sezonie 1985/1986 i wobec braku zdobytych punktów (do sezonu 2001/2002 obowiązywała inna punktacja Pucharu Świata) nie został uwzględniony w klasyfikacji generalnej. Pierwsze pucharowe punkty wywalczył 13 marca 1987 roku w Leningradzie, gdzie był jedenasty w Gundersenie. Były to jedyne punkty wywalczone przez Eldena w sezonie 1986/1987, który ukończył na 33. pozycji. W 1987 roku osiągnął swój pierwszy sukces, zdobywając srebrny medal w konkursie drużynowym podczas Mistrzostw Świata Juniorów w Asiago. Rok później, na Mistrzostwach Świata Juniorów w Saalfelden am Steinernen Meer wraz z kolegami zdobył złoty medal, a indywidualnie był trzeci.
Przełom w karierze Norwega nastąpił w sezonie 1988/1989. W Pucharze Świata już w pierwszym swoim starcie - 17 grudnia 1988 roku w Saalfelden po raz pierwszy stanął na podium, zajmując drugie miejsce. W pozostałej części sezonu pięciokrotnie plasował się w czołowej dziesiątce, na podium stając raz: 21 stycznia 1989 roku w Breitenwang odniósł swoje jedyne pucharowe zwycięstwo. W klasyfikacji generalnej pozwoliło mu to na zajęcie czwartego miejsca. W lutym 1989 roku brał udział w Mistrzostwach Świata w Lahti, gdzie osiągnął największy sukces swojej kariery. W zawodach drużynowych wspólnie z Trondem-Arne Bredesenem oraz swoim bratem Trondem Einarem Eldenem zajmował czwarte miejsce po skokach, jednak na trasie biegu Norwegowie byli najszybsi i sięgnęli po złote medale. Na mecie wyprzedzili Szwajcarów i reprezentantów NRD o ponad półtorej minuty. W konkursie indywidualnym awansował z 38. miejsca po skokach na czternaste na mecie biegu.
W zawodach pucharowych startował do sezonu 1996/1997, ale wyników z 1989 roku już nie powtórzył. Na podium znalazł się jeszcze tylko dwa razy: 14 grudnia 1991 roku w Štrbskim Plesie był trzeci, a 6 grudnia 1995 roku w Steamboat Springs zajął drugie miejsce. W tym czasie wystartował na trzech dużych imprezach, z których pierwszą były Mistrzostwa Świata w Val di Fiemme w 1991 roku. Wystąpił tam tylko w konkursie indywidualnym, który ukończył na 22. pozycji. Rok później brał udział w Igrzyskach Olimpijskich w Albertville, gdzie na skoczni uzyskał ostatni, 45. wynik, ale w biegu osiągnął drugi czas, co dało mu ostatecznie 21. miejsce w całych zawodach. Wystąpił także w konkursie indywidualnym na Mistrzostwach Świata w Falun w 1993 roku, gdzie był ósmy. Ostatni oficjalny występ zanotował 14 marca 1997 roku w Oslo, gdzie zajął 24. miejsce. W 1997 roku zakończył karierę.
Po zakończeniu  kariery od (w 1998) został trenerem skoków. W latach (2003 - 2006)  był trenerem i dyrektorem sportowym  reprezentacji USA kombinacji norweskiej. Szkolił min. Johnny'ego Spillane i doprowadził go do tytułu mistrza świata w 2003 roku. Wiosną 2006 roku objął funkcję dyrektora sportowego norweskiej reprezentacji w kombinacji norweskiej i sprawował tę funkcję do roku 2008. Od 2009 do 2012 był trenerem reprezentacji Austrii w kombinacji norweskiej. 

## Osiągnięcia

### Igrzyska olimpijskie
| Miejsce | Dzień     | Rok  | Miejscowość | Konkurencja          | Wynik zwycięzcy | Strata  | Zwycięzca   |
| ------- | --------- | ---- | ----------- | -------------------- | --------------- | ------- | ----------- |
| 21.     | 12 lutego | 1992 | Albertville | Gundersen K-90/15 km | 44:28,1         | +4:49,4 | Fabrice Guy |

### Mistrzostwa świata
| Miejsce | Dzień     | Rok  | Miejscowość   | Konkurencja             | Wynik zwycięzcy | Strata  | Zwycięzca           |
| ------- | --------- | ---- | ------------- | ----------------------- | --------------- | ------- | ------------------- |
| 14.     | 18 lutego | 1989 | Lahti         | Gundersen K-90/15 km    | 37:10,7         | +4:20,6 | Trond Einar Elden   |
| 1.      | 24 lutego | 1989 | Lahti         | Sztafeta K-90/3 × 10 km | 1:24:21,7       | -       | -                   |
| 22.     | 7 lutego  | 1991 | Val di Fiemme | Gundersen K-90/15 km    | 41:00,6         | +4:36,5 | Fred Børre Lundberg |
| 8.      | 18 lutego | 1993 | Falun         | Gundersen K-90/15 km    | 46:47,5         | +3.50,2 | Kenji Ogiwara       |

### Mistrzostwa świata juniorów
| Miejsce | Dzień    | Rok  | Miejscowość | Konkurencja             | Wynik zwycięzcy | Strata | Zwycięzca      |
| ------- | -------- | ---- | ----------- | ----------------------- | --------------- | ------ | -------------- |
| 2.      | 4 lutego | 1987 | Asiago      | Sztafeta K-90/3 × 10 km | ?               | ?      | NRD            |
| 3.      | 1 lutego | 1988 | Saalfelden  | Gundersen K-90/15 km    | ?               | ?      | Radomír Skopek |
| 1.      | 2 lutego | 1988 | Saalfelden  | Sztafeta K-90/3 × 10 km | ?               | -      | -              |

### Puchar Świata

#### Miejsca w klasyfikacji generalnej
- sezon 1986/1987: 33.
- sezon 1987/1988: 25.
- sezon 1988/1989: 4.
- sezon 1989/1990: 12.
- sezon 1990/1991: 15.
- sezon 1991/1992: 11.
- sezon 1992/1993: 12.
- sezon 1993/1994: 7.
- sezon 1994/1995: 12.
- sezon 1995/1996: 16.
- sezon 1996/1997: 26.

#### Miejsca na podium chronologicznie
| Nr | Data             | Miejscowość       | Konkurencja          | Wynik zwycięzcy | Pozycja | Strata  | Zwycięzca           |
| -- | ---------------- | ----------------- | -------------------- | --------------- | ------- | ------- | ------------------- |
| 1. | 17 grudnia 1988  | Saalfelden        | Gundersen K90/15 km  | ?               | 2.      | ?       | Trond-Arne Bredesen |
| 2. | 21 stycznia 1989 | Breitenwang       | Gundersen K105/15 km | ?               | 1.      | -       | -                   |
| 3. | 14 grudnia 1991  | Štrbské Pleso     | Gundersen K90/15 km  | ?               | 3.      | +1:21,3 | Fabrice Guy         |
| 4. | 16 grudnia 1995  | Steamboat Springs | Gundersen K90/15 km  | 38:10,6         | 2.      | +1:00,6 | Todd Lodwick        |